# Proyecto Pan-Cáncer
El proyecto Pan-Cáncer, también conocido como The Pan-Cancer project, fue planteado por la red de investigadores integrados en el proyecto de El Atlas del Genoma del Cáncer (The Cancer Genome Atlas o TCGA). Con esta iniciativa, se pretende observar alteraciones comunes entre diferentes linajes de tumores con el fin de diseñar terapias efectivas en un tipo de cáncer y poder extenderlas a otros perfiles tumorales similares.

## Introducción
Los análisis específicos de tipos tumorales concretos han otorgado, hasta el momento, información valiosa como la identificación de genes conductores oncogénicos (contribuyen al cambio funcional tumoral) o genes pasajeros (si se ven mutados no producen efecto), el establecimiento de subtipos moleculares y la identificación de nuevos biomarcadores tras analizar el genoma, el transcriptoma, el proteoma y la epigenética de muestras de pacientes con dicho tipo tumoral. Sin embargo, el nuevo enfoque centrado en el análisis de varios tipos de tumor mejorará la habilidad para detectar y estudiar defectos moleculares que determinen la aparición de cáncer. Por lo tanto, el proyecto Pan-Cáncer pretende localizar genes conductores de forma precisa así como eventos o aberraciones genómicas recurrentes entre distintos tipos de tumores.
Hasta ahora, la mayor parte de la investigación sobre la naturaleza molecular, patológica y clínica del cáncer se centraba en el tipo concreto de tumor. No obstante, hay que destacar que diversos estudios señalan la aparición de alteraciones genómicas concretas diferentes entre distintas muestras de un tipo tumoral aunque están afectando a la misma ruta biológica. Por lo que, cánceres que aparecen en órganos dispares mostrarían similitudes mientras que, cánceres de un determinado órgano serían algo distintos. Por otro lado, existen casos relevantes en los que las mismas aberraciones genéticas tienen distintos efectos según el órgano afectado. 
Todo esto lleva a creer importante y necesario el desarrollar una perspectiva global de los tumores, independiente del diagnóstico histopatológico, puesto que patrones moleculares compartidos permitirán descubrimientos etiológicos y terapéuticos para una enfermedad, que podrán extrapolarse a otra. 

## El proyecto
El proyecto Pan-Cáncer fue planteado por la red de investigadores integrados en el proyecto de El Atlas del Genoma del Cáncer (TCGA). Con esta iniciativa, se pretende observar alteraciones comunes entre diferentes linajes de tumores con el fin de diseñar terapias efectivas en un tipo de cáncer y poder extenderlas a otros perfiles tumorales similares.
El proyecto Pan-Cáncer surgió en una reunión que tuvo lugar los días 26 y 27 de octubre de 2012 en Santa Cruz (California). La red de investigadores integrados en el proyecto de El Atlas del Genoma del Cáncer propone este proyecto como una iniciativa coordinada cuyos objetivos principales serían los siguientes: identificar y analizar aberraciones en el genoma tumoral y el fenotipo que definan distintos linajes de cáncer, así como identificar aberraciones trascendentes en linajes tumorales concretos.
En este contexto, también se han analizado las firmas mutacionales, como aquellas asociadas a quimioterapia basada en platino y procesos mutacionales endógenos, como la actividad de la enzima APOBEC. Estos procesos contribuyen a la progresión metastásica y ofrecen información crítica para desarrollar tratamientos personalizados.
Se escogieron 12 tipos tumorales, ya analizados de forma individual en el proyecto de El Atlas del Genoma del Cáncer, y se procedió a caracterizar su genoma y su epigenética para identificar rutas biológicas comunes y elementos regulatorios activados o desactivados.
Para realizar el proceso de análisis genómico de los tumores, se sigue una metodología bien estructurada y rigurosa. Primero, se obtienen muestras de los tumores a estudiar desde diversas plataformas de recolección de tejidos, las cuales pueden provenir de diferentes tipos de cáncer o condiciones experimentales. Luego, se lleva a cabo un proceso de purificación de biomoléculas clave, como el DNA, RNA y proteínas para garantizar la calidad y la integridad de los materiales biológicos necesarios para los análisis posteriores.
A continuación, estas preparaciones se envían a centros especializados de secuenciación  y caracterización molecular, donde se aplica una amplia gama de técnicas de alta precisión, como la secuenciación de alto rendimiento (NGS) y el perfilado proteómico. Estos procedimientos permiten obtener una visión completa de los cambios moleculares en los tumores.
Finalmente, los datos generados se depositan en el Centro de Coordinación de Datos de TCGA (The Cancer Genome Atlas), donde se almacenan, procesan y analizan de forma centralizada. Este paso es crucial, ya que permite la integración de los datos para su interpretación y posterior generación de informes, facilitando el acceso a la comunidad científica y potenciando la investigación colaborativa sobre el cáncer.

## Limitaciones del análisis a través de tipos tumorales
Las limitaciones que presenta el análisis desde este punto de vista son las siguientes: se integran datos generados en distintas plataformas o nuevas versiones de la misma plataforma según avanza la tecnología, la naturaleza y calidad de los datos clínicos disponibles varían mucho entre los distintos tipos de cáncer lo que limita el establecimiento de normas para la comparación de información demográfica y su caracterización histopatológica, el grado y estadio del tumor no son fáciles de comparar entre distintos tumores puesto que cada uno tiene diferentes sistemas de progresión tumoral y, por último, se necesitan nuevos métodos y nueva tecnología para poder detectar mutaciones y llegar a comprender la biología del cáncer desde la perspectiva molecular.
Por todo esto, actualmente la clínica se centra en la investigación clasificando los tumores según tejido y órgano, es decir, desde una perspectiva individualizada.

## Tumores primarios versus tumores metastásicos
El proyecto Pan-Cáncer también ha abordado diferencias entre tumores primarios y metastásicos a través de estudios recientes, que incluyen el análisis de más de 7,000 genomas tumorales completos. En estos análisis, se destacó que los tumores metastásicos tienen una mayor inestabilidad genómica y una acumulación significativa de variantes estructurales (SV), como translocaciones y deleciones.

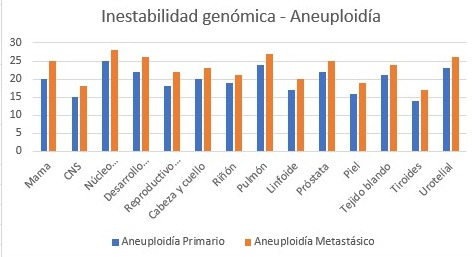
Los tumores metastásicos presentan mayor inestabilidad genómica en comparación con los tumores primarios.

Además, el grado de transformación genómica varía según el tipo de cáncer. Por ejemplo, los cánceres de próstata, riñón y tiroides muestran alteraciones genómicas marcadas en etapas avanzadas, mientras que los cánceres de mama y pulmón mantienen características genómicas más conservadas entre tumores primarios y metastásicos. Este hallazgo resalta cómo algunos tumores metastásicos retienen rasgos genéticos tempranos, mientras que otros evolucionan drásticamente durante la progresión.

### Descripción general
Los tumores metastásicos en general mostraron una alta inestabilidad genómica, una baja heterogeneidad intratumoral y cariotipos conservados con aumentos moderados en mutaciones y una fuerte acumulación de variantes estructurales (SV). Sin embargo, la magnitud de las diferencias genómicas entre los tumores primarios y metastásicos fue muy específica del tipo de cáncer y se vio influenciada por la exposición a los tratamientos. En general, solo cinco tipos de cáncer (carcinoma de próstata, de tiroides, de células claras renales, de mama y neuroendocrinos pancreáticos) mostraron una intensa transformación del panorama genómico en etapas tumorigénicas avanzadas.  

### Metodología y hallazgos clave

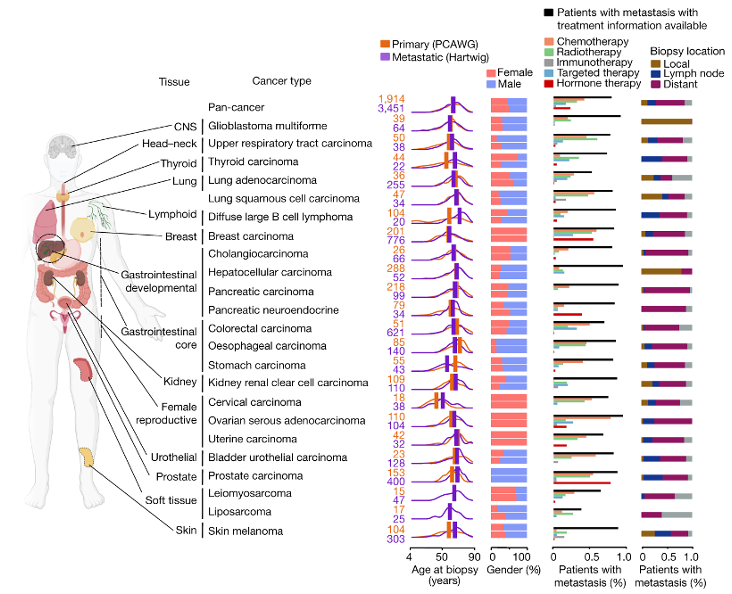
Descripción general de la base de datos

El estudio procesó 7.108 genomas tumorales, armonizando datos de dos cohortes primarias y metastásicas no apareadas, y se centró en la comparación de las características genómicas en 23 tipos de cáncer. Es por ello que, el artículo destaca cómo estas diferencias reflejan la evolución tumoral y subraya la importancia de abordar estas características para desarrollar terapias más específicas, entre las cuales se mencionan:
- Los tumores metastásicos generalmente mostraron una clonalidad aumentada, mientras que el cariotipo permaneció en su mayor parte conservado, a excepción de ciertos tipos de cáncer como los carcinomas renales de células clara, de próstata y de tiroides.
- La carga de mutaciones tumorales (TMB) mostró aumentos moderados en los tumores metastásicos, con excepciones notables en cánceres específicos como los carcinomas de mama, cervical, de tiroides, de próstata y los tumores neuroendocrinos de páncreas.
- El análisis de firmas mutaciones reveló un enriquecimiento significativo de los procesos mutaciones relacionados con exposiciones ambientales y mecanismos endógenos, en particular las quimioterapias basadas en platino, la mutagénesis APOBEC y los procesos mutacionales tipo reloj.
- En la carga de mutación diferencial de SBS1, se observó que la firma SBS1, vinculada al envejecimiento celular y errores en la reparación del ADN, se acumuló más en las metástasis. Esto sugiere que las células metastásicas han estado expuestas a un mayor estrés genómico o replicativo, acelerando su evolución.
- La carga de variantes estructurales (SV), presentó diferencias en la metástasis, ya que, se identificaron más variantes estructurales, como translocaciones e inversiones, que promueven la inestabilidad genómica. Estas alteraciones permiten la amplificación de genes clave o la pérdida de supresores tumorales, impulsando la agresividad y resistencia al tratamiento.

Implicaciones clínicas
Los estudios recientes también han identificado mutaciones conductoras asociadas al tratamiento, como las mutaciones activadoras del receptor de andrógenos (AR) en cáncer de próstata y del gen ESR1 en cáncer de mama, las cuales están directamente relacionadas con la resistencia a terapias específicas. Este hallazgo subraya la importancia de integrar análisis genómicos detallados en la toma de decisiones terapéuticas.
Además, los tumores metastásicos muestran un aumento en la carga de mutaciones tumorales (TMB), lo que podría influir en su capacidad para evadir tratamientos o adaptarse a nuevos entornos. Estas características convierten a las metástasis en un desafío clínico que requiere estrategias terapéuticas específicas.

### Implicaciones clínicas y resistencia terapéutica
La identificación de mutaciones conductoras asociadas al tratamiento (TED) en tumores metastásicos destacó las posibles implicaciones para la resistencia a las diferentes terapias. Varios tipos de cáncer mostraron un aumento de mutaciones conductoras en los tumores metastásicos, incluidos genes asociados con la resistencia a terapias específicas, como las mutaciones activadoras de AR en el cáncer de próstata y las mutaciones de ESR1 en el cáncer de mama tratados con terapias de privación hormonal.

### Conclusión

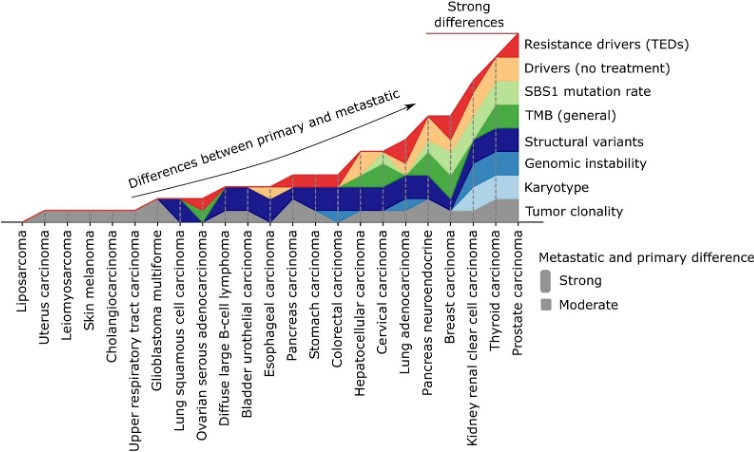
Diferencias pancancerosas entre tumores primarios y metastásicos

El estudio demostró diferencias genómicas sustanciales entre los tumores primarios y metastásicos en múltiples tipos de cáncer. Sin embargo, estas diferencias variaron considerablemente entre los cánceres, lo que influyó en el panorama genómico y las posibles respuestas terapéuticas. Se necesitan más investigaciones y conjuntos de datos más grandes para comprender de manera integral las complejidades de la evolución de los tumores, las metástasis y la resistencia a la terapia.

### Significado
Los hallazgos ofrecen información valiosa sobre la progresión del tumor y los mecanismos de resistencia a la terapia, sentando las bases para posibles estrategias de tratamiento personalizadas para varios tipos de cáncer.

### Discusión
El estudio destaca:
- Diferencias genómicas significativas: Los tumores metastásicos no solo son más inestables genéticamente, sino que también adaptan su genoma para resistir a determinados tratamientos.
- Importancia de la evolución tumoral: Las metástasis son producto de una selección evolutiva, donde subpoblaciones específicas con ventajas genéticas se diseminan.
- Relevancia clínica: Puede identificar estas diferencias genómicas y así servir de guía para terapias personalizadas; también, tiene utilidad el análisis genómico de metástasis, ya que, permite predecir mejor la progresión de la enfermedad y la respuesta a los tratamientos.

## Perspectivas de futuro
El proyecto Pan-Cáncer es uno de los primeros esfuerzos para coordinar el análisis a través de distintos tipos tumorales. Se prevé que aumentar el número de muestras por tipo de tumor y la variedad de los tipos tumorales mejorará la habilidad para detectar mutaciones conductoras poco frecuentes en muestras tumorales heterogéneas. 
Actualmente, se están intentando determinar características comunes de células progenitoras de tumores y así poderlas distinguir y actuar contra ellas de forma específica. Esto es importante puesto que son las causantes de recidivas, metástasis, respuestas a tratamientos etc.
Han de mejorarse las tecnologías para monitorizar células tumorales individuales y así aumentar la resolución de los análisis. 
El objetivo futuro del proyecto Pan-Cáncer será analizar un gran número de secuencias genómicas completas de distintos tipos tumorales que complementarán los estudios actuales viendo mutaciones en sitios no codificantes que todavía no han sido muy explorados. Se podrán observar alteraciones en promotores y enhancers, en RNAs no codificantes y la integración de los procesos que se dan durante la progresión tumoral. Estos estudios revelarán predisposición a formas de cáncer particulares proporcionando nuevas oportunidades terapéuticas. 